# Pterostylis obtusa
Pterostylis obtusa är en orkidéart som beskrevs av Robert Brown. Pterostylis obtusa ingår i släktet Pterostylis och familjen orkidéer. Inga underarter finns listade i Catalogue of Life.